# Anacreonte, Bacco e Amore
Anacreonte, Bacco e Amore (Anacréon, Bacchus et l'Amour) è un dipinto a olio su tela del pittore francese Jean-Léon Gérôme, realizzato nel 1848. Questa tela che misura 136 × 211 cm è conservata al musée des Augustins di Tolosa.
Il dipinto venne esposto al Salone della pittura nel 1848. In seguito, l'artista realizzò una statua dal medesimo titolo, della quale una versione si trova al museo Georges Garret a Vesoul e una più piccola all'istituto d'arte di Chicago.

## Descrizione
Anacreonte, un poeta greco noto per il suo amore per il vino e per la musica, è accompagnato da due figure della mitologia, qui raffigurate come dei bambini: Bacco, il dio romano del vino, e Cupido, il dio dell'amore. Quest'ultimo richiama i putti alati dei dipinti dell'Italia rinascimentale, come quelli di Raffaello Sanzio. I due dei sono la fonte di ispirazione principale del poeta di Teo. 
Anacreonte, con una corona di mirto sul capo, è rappresentato mentre suona la sua lira, accompagnato dai due dei che ballano accanto a lui. A sinistra è seduta una baccante o menade, nuda, mentre suona un flauto doppio (l'aulo). Ai suoi piedi si trovano delle leciti e dei cesti con dei fiori. Sullo sfondo si trovano vari personaggi, vestiti e non, di sicuro radunatisi per dei baccanali. La composizione in stile neogreco si svolge sotto un cielo crepuscolare.
La firma dell'artista e la data ("GEROME 1848") si trovano in alto a sinistra, incise sulla base di una scultura che si trova dietro la menade. In seguito, Gérôme avrebbe dipinto il quadro Bacco e Cupido ubriachi nel 1850 circa e sarebbe ritornato sul tema di Anacreonte con una serie di dipinti, oltre alle versioni scultoree già citate.